# Ciclismo ai Giochi della XXVIII Olimpiade - Velocità a squadre maschile
Le gare di velocità a squadre maschile dei Giochi della XXVIII Olimpiade furono corse il 21 agosto all'Athens Olympic Sports Complex. La medaglia d'oro fu vinta dalla selezione tedesca, composta da Jens Fiedler, Stefan Nimke e René Wolff.
La competizione vide la partecipazione di 12 squadre composte da 3 atleti ognuna.

## Risultati

### Round di qualificazione
Nel round di qualificazione le squadre gareggiarono sole e si qualificarono le otto con il miglior tempo.
| Pos. | Paese         | Ciclisti                                                     | Tempo  | Note |
| ---- | ------------- | ------------------------------------------------------------ | ------ | ---- |
| 1    | Francia       | Mickaël Bourgain Laurent Gané Arnaud Tournant                | 44"179 | Q    |
| 2    | Germania      | Jens Fiedler Stefan Nimke René Wolff                         | 44"251 | Q    |
| 3    | Giappone      | Toshiaki Fushimi Masaki Inoue Tomohiro Nagatsuka             | 44"355 | Q    |
| 4    | Spagna        | José Antonio Escuredo Salvador Melia José Antonio Villanueva | 44"452 | Q    |
| 5    | Australia     | Ryan Bayley Sean Eadie Shane Kelly                           | 44"512 | Q    |
| 6    | Paesi Bassi   | Jan Bos Theo Bos Teun Mulder                                 | 44"539 | Q    |
| 7    | Gran Bretagna | Chris Hoy Craig MacLean Jamie Staff                          | 44"693 | Q    |
| 8    | Grecia        | Georgios Cheimonetos Dimitrios Georgalis Labros Vasilopoulos | 44"986 | Q    |
| 9    | Polonia       | Rafał Furman Łukasz Kwiatkowski Damian Zieliński             | 45"093 |      |
| 10   | Cuba          | Reinier Cartaya Julio César Herrera Ahmed López              | 45"548 |      |
| 11   | Stati Uniti   | Adam Duvendeck Giddeon Massie Christian Stahl                | 45"742 |      |
| 10   | Slovacchia    | Peter Bazálik Jaroslav Jeřábek Ján Lepka                     | 45"978 |      |

### Primo turno
Il primo turno vide l'accoppiamento delle squadre in base ai tempi del round di qualificazione, quindi il primo contro l'ottavo e così via. I primi due si sfidarono poi per l'oro, il terzo e il quarto per il bronzo.
| Manche | Paese         | Tempo  | Pos. | Note |
| ------ | ------------- | ------ | ---- | ---- |
| 1      | Australia     | 44"320 | 4    | Q    |
| 1      | Spagna        | 44"687 | 7    |      |
| 2      | Giappone      | 44"081 | 2    | Q    |
| 2      | Paesi Bassi   | 44"370 | 6    |      |
| 3      | Germania      | 43"955 | 1    | Q    |
| 3      | Gran Bretagna | 44"075 | 5    |      |
| 4      | Francia       | 44"128 | 3    | Q    |
| 4      | Grecia        | 45"708 | 8    |      |

### Turno finale
Gara per l'oro
| Pos. | Paese    | Tempo  | Note |
| ---- | -------- | ------ | ---- |
| 1    | Germania | 43"980 |      |
| 2    | Giappone | 44"246 |      |

Gara per il bronzo
| Pos. | Paese     | Tempo  | Note |
| ---- | --------- | ------ | ---- |
| 3    | Francia   | 44"359 |      |
| 4    | Australia | 44"404 |      |